# Schengen
Schengen és un municipi situat a la riba del riu Mosel·la, a l'extrem sud-est de Luxemburg, que pertany al cantó de Remich i al districte de Grevenmacher. El municipi conté els llocs de Bech-Kleinmacher Elvange, Emerange, Remerschen i Schwebsange, i Wintrange. Fins al 3 de setembre de 2006 el municipi es deia Remerschen, quan va optar per al nom del nucli més important amb millor fama internacional. L'1 de gener de 2012 els municipis de Burmerange i Wellenstein es van fusionar amb Schengen. En total, agrupa uns 1600 habitants.
La seva situació geogràfica és singular perquè és el trifini de les fronteres de Luxemburg, Alemanya (a l'est) i França (al sud), delimitades pel riu.
És una zona tradicionalment vinícola. Malgrat tenir una història mil·lenària, ja que els seus primers esments daten del 877 i el seu castell de 1390, la raó de la fama universal associada al seu nom prové de la signatura dels Acords de Schengen. Aquests tractats, signats el 14 de juny del 1985 i el 19 de juny de 1990, i aplicats d'ençà de 1995, estableixen la circulació lliure de persones, capital, treball,... pels països de la Unió Europea que configuren el que s'anomena Espai Schengen i, a la pràctica, suposen la supressió de les fronteres interiors.

## Llocs d'interés
- Castell de Schengen
- Túnel de Markusbierg
- La reserva natural ornitològica als llacs de les antigues graveres de Haff Réimech i el centre d'interpretació Biodiversum[5] on quasi cents espècies d'aus diferents van covar, dels quals 44 es troben a la llista vermella de la UICN.[6] Entre el més comuns s'hi podenfobservar entre d'altres el martinet menut comú, el cabussó emplomallat i l'oca del Canadà.